# Александер Фрај
Александер Фрај (15. јул 1979) бивши је швајцарски фудбалер који је играо на позицији нападача. Тренутно ради као тренер швајцарског Вила.
Каријеру је почео у Базелу, а након тога је играо за још неке швајцарске клубове у којима се остварио као играч. Касније је играо за Рен и Борусију Дортмунд, да би се 2009. године вратио у свој матични клуб у којем је и завршио каријеру.
Са 42 поготка је најбољи стрелац репрезентације Швајцарске. Наступао је на два Светска и два Европска првенства.

## Статистика каријере

### Репрезентативна
| Швајцарска | Швајцарска | Швајцарска |
| Година     | Наступи    | Голови     |
| ---------- | ---------- | ---------- |
| 2001       | 8          | 5          |
| 2002       | 6          | 2          |
| 2003       | 8          | 7          |
| 2004       | 9          | 2          |
| 2005       | 11         | 7          |
| 2006       | 11         | 8          |
| 2007       | 3          | 1          |
| 2008       | 8          | 5          |
| 2009       | 9          | 3          |
| 2010       | 9          | 2          |
| 2011       | 2          | 0          |
| Укупно     | 84         | 42         |

## Трофеји
Сервет
- Куп Швајцарске: 2000/01.

Базел
- Суперлига Швајцарске: 2009/10, 2010/11, 2011/12, 2012/13.
- Куп Швајцарске: 2009/10, 2011/12.